# 波特瓦特米縣 (愛阿華州)
波特瓦特米县（英語：Pottawattamie County）是美国艾奥瓦州西南部的一個郡，西隔密苏里河與內布拉斯加州相望，面積2,486平方公里。根據2020年美國人口普查，共有人口93,667人。縣治康瑟爾布拉夫斯。該縣成立於1847年2月24日，縣政府成立於1848年9月21日；縣名來自美洲原住民波塔瓦托米人的語言，意為「保護火種之人」。

## 外部連結
- 波特瓦特米郡政府官網 （页面存档备份，存于）
- Pottawattamie County Assessor's website （页面存档备份，存于）